# Четрнаест речи
Четрнаест речи, 14, или 14/88 јесте нумеролошка комбинација бројева која је у широкој употреби међу неонацистима:
- 14 — означава слоган од четрнаест ријечи на енглеском језику: We must secure the existence of our people and a future for white children (Морамо осигурати будућност наших људи и будућност за бијелу дјецу) Дејвида Лејна, припадника расистичке организације The Order;[1]
- 88 — означава израз „Хајл Хитлер”. Број 8 стоји за осмо слово абецеде „H”.[1]

Број се може пронаћи на мајицама, у именима крајње десничарских музичких састава, као и на интернету, у надимцима и имејл-адресама неонациста. Такође се користи и као поздрав међу неонацистима, гдје се углавном користи или само број четрнаест или осамдесет и осам.